# مالیک اوونا
مالیک اوونا (انگلیسی: Malick Evouna؛ زادهٔ ۲۸ نوامبر ۱۹۹۲) بازیکن فوتبال اهل گابن است.
از باشگاه‌هایی که در آن بازی کرده‌است می‌توان به باشگاه فوتبال تیانجین تایگرز، باشگاه فوتبال قونیه‌اسپور، باشگاه فوتبال سانتا کلارا، باشگاه ورزشی الاهلی مصر، و باشگاه فوتبال الوداد کازابلانکا اشاره کرد.
وی همچنین در تیم ملی فوتبال گابن بازی کرده‌است.